# Hayashiella malayana
Hayashiella malayana là một loài bọ cánh cứng trong họ Cerambycidae.